# Люсон (Вандея)
Люсон (фр. Luçon) — коммуна на западе Франции, регион Пеи-де-ла-Луар, департамент Вандея, округ Фонтене-ле-Конт, центр кантона Люсон. Расположена в 33 км к юго-востоку от Ла-Рош-сюр-Йона и в 41 км к северу от Ла-Рошели, в 14 км от автомагистрали А83. С побережьем Бискайского залива, находящегося на расстоянии около 20 км, коммуну связывает Люсонский канал.
Население (2020) — 9 541 человек.

## История
Начиная со Средних Веков, Люсон становится совместным владением двух сеньоров, один из которых является светским бароном, а второй — аббатом, с XIV века — епископом. Аббатство было основано Святым Филибертом в VII веке. Разграбленный норманнами в 846 году, город снова подвергся нападению в 853 году: вождь викингов Гастинг захватил его и разграбил его.
Ставший резиденцией епископа по воле папы Иоанна XXII в 1317 году, Люсон становится духовной столицей Нижнего Пуату. В это время он представлял собой обширный замок-крепость, состоящий из двух частей: замка барона де Люсона и ещё одного замка, который охватывал аббатство Святой Марии. Он был хорошо укрепленным городом, очертания стен которого сейчас можно угадать по очертаниям нескольких улиц в историческом центре. Городские стены, скорее всего, были защищены водяным рвом, который легко заполнялся из расположенных поблизости болот.
Самым известным епископом Люсона был кардинал Ришелье, первый министр короля Людовика XIII и мэтр французской дипломатии. Ему приписывают высказывание о Люсоне как о «самом отвратительным епископстве Франции, самом грубом и самом неприятном». Действительно, ко времени прибытия в него Ришелье город был разрушен религиозными войнами. Он восстановил кафедральный собор и епископский дворец, основал семинарию, реформировал её капитул и духовенство, приложил усилия к восстановлению многих городских зданий. В 1935 году перед кафедральным собором ему был установлен памятник.
Город развивался за счет трех видов деятельности: торгового порта, сопровождения деятельности епископа и перевалки грузов, следующих из Ле-Сабль-д’Олона в Фонтене-ле-Конт. Реконструированный в начале XIX века, порт активно использовался для торговли со странами Северной Европы до начала XX века и после периода спада был закрыт в 1973 году.
К XIX веку епископальный город Люсон стал престижным местом жительства людей из хорошего общества, о чём свидетельствует наличие богатых особняков с шиферными крышами. Местные строители, вдохновленные произведениями Виктора Гюго и Александра Дюма, придали некоторым зданиям средневековый вид с башнями и горгульями. Могилы на историческом кладбище Люсона также отражают этот неоготический вкус.
Город обладает редким и замечательным зелёным наследием. Деревья, подстриженные в стиле топиар, и зеленые арки, расположенные вдоль улиц и проспектов, придают городу элегантность и оригинальность. В 1872 году Пьер-Гиацинт Дюмен подарил коммуне свой парк, названный садом Дюмена.
В 1914 году Люсон получил водопровод и стал вторым электрифицированным городом Вандеи после Пузожа благодаря электростанции, расположенной рядом с водонапорной башней. Этот комплекс зданий, внесенных в список исторических памятников, был построен для обслуживания новых кавалерийских казарм.

## Достопримечательности
- Кафедральный собор Успения Богородицы (Нотр-Дам-де-Асопсьон) XIII—XV веков, сочетание романского стиля и готики
- Дворец епископов Люсона XII—XIV веков
- Сад Дюмена

## Экономика
Структура занятости населения:
- сельское хозяйство — 0,8 %
- промышленность — 12,1 %
- строительство — 6,0 %
- торговля, транспорт и сфера услуг — 43,9 %
- государственные и муниципальные службы — 37,2 %

Уровень безработицы (2019) — 18,7 % (Франция в целом — 12,9 %, департамент Вандея — 10,5 %). 

Среднегодовой доход на 1 человека, евро (2019) — 20 670 (Франция в целом — 21 930, департамент Вандея — 21 550).

## Демография
Динамика численности населения, чел.

## Администрация
Пост мэра Люсона с 2020 года занимает Доминик Боннен (Dominique Bonnin). На муниципальных выборах 2020 года возглавляемый им правый список победил в 1-м туре, получив 61,79 % голосов.
| Период | Период | Фамилия         | Партия                                                                     | Примечания |
| ------ | ------ | --------------- | -------------------------------------------------------------------------- | --- |
| 1971   | 1993   | Жан де Музон    | Радикальная левая партия                                                   | фармацевт, член Генерального совета департамента                                                                                                |
| 1993   | 1995   | Франсуа Довернь | Разные левые                                                               | предприниматель |
| 1995   | 2001   | Доминик Суше    | Движение за Францию                                                        | советник по иностранным делам, член Генерального совета департамента, член Регионального совета Пеи-де-ла-Луар, депутат Европейского парламента |
| 2001   | 2020   | Пьер-Ги Перье   | Объединение в поддержку Республики Союз за народное движение Республиканцы | фармацевт, вице-президент Регионального совета Пеи-де-ла-Луар                                                                                   |
| 2020   |        | Доминик Боннен  | Республиканцы                                                              | военнослужащий в отставке |

## Города-побратимы
- Ришельё, Франция
- Эстерокер, Швеция

## Знаменитые уроженцы
- Гаспар Бернар де Мариньи (1754—1794), дворянин, один из лидеров Вандейского мятежа
- Теодор Дезами (1808—1850), философ и публицист, теоретик социализма и коммунизма, необабувист
- Франсуа Бегодо (1971), писатель, сценарист, журналист, режиссёр, актёр

## Галерея

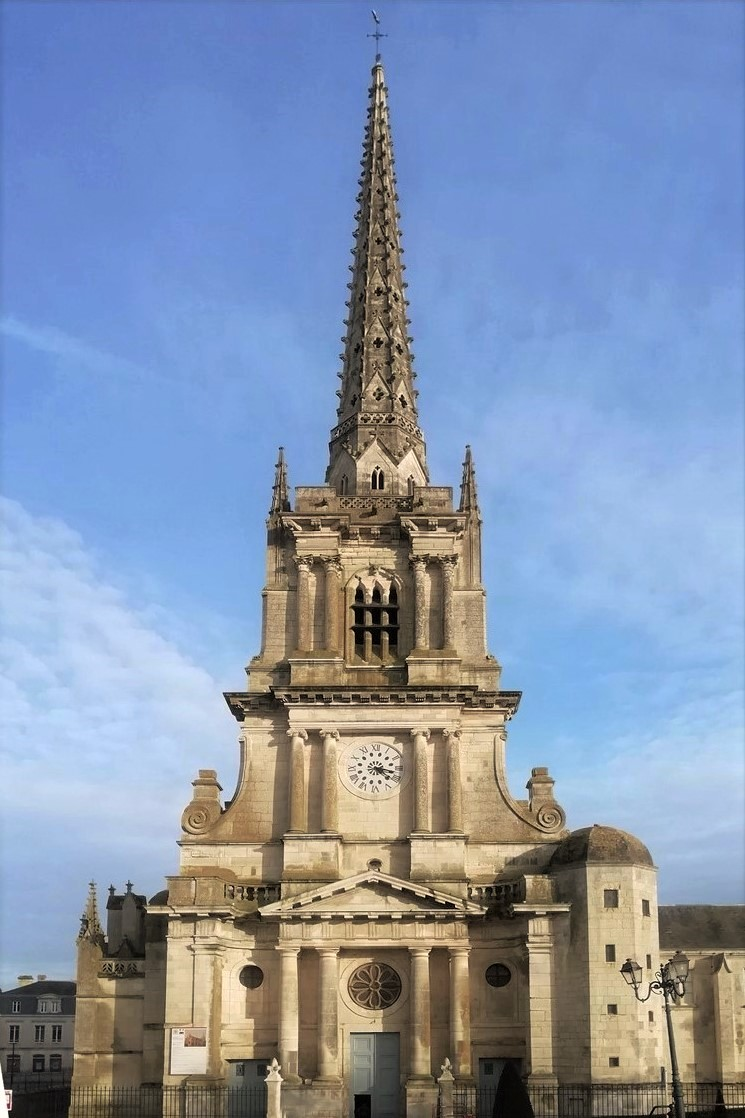
Кафедральный собор
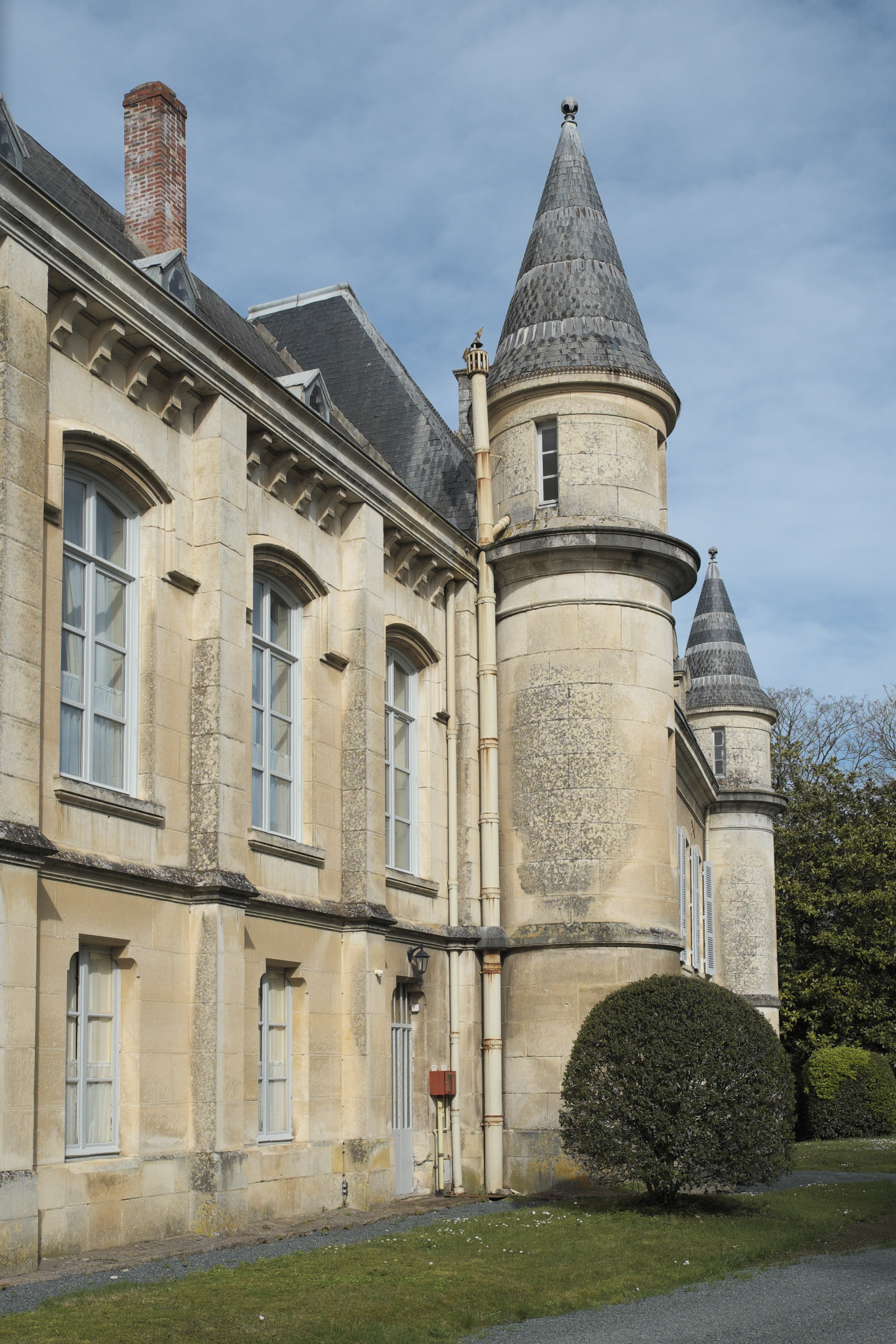
Дворец епископов
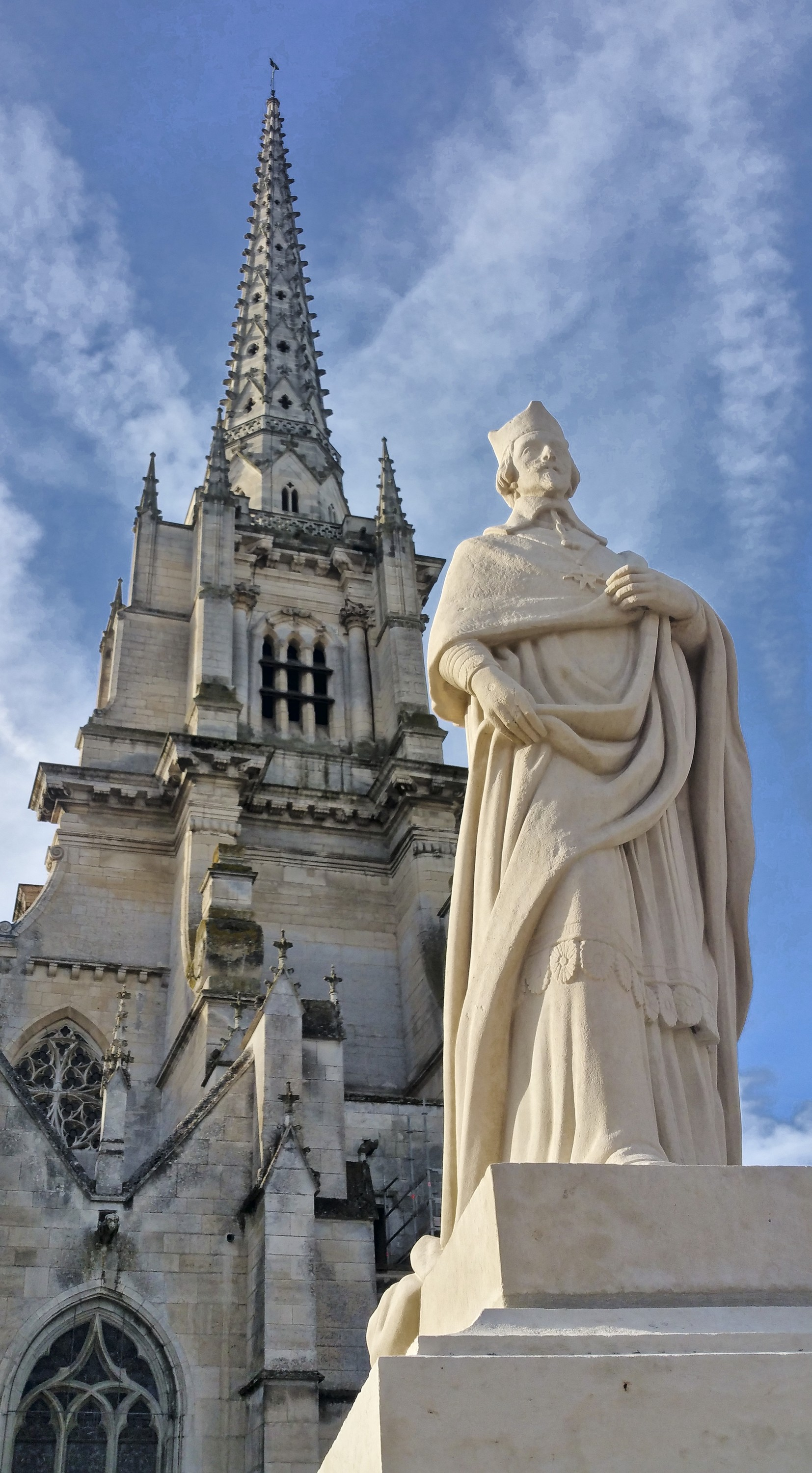
Памятник Ришелье
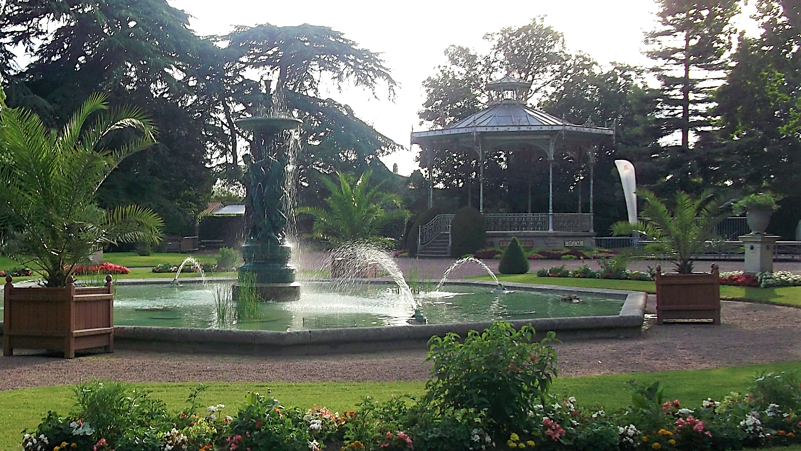
Фонтан наяд в саду Дюмена